# Samir Nasri
Samir Nasri (Marseille, 26. lipnja 1987.) umirovljeni je francuski nogometaš. Tijekom svoje karijere igrao je na poziciji napadačkog veznog.

## Mladi dani
Nasrijevi roditelji doselili su se iz Alžira u Francusku. Odrastao je u jednom od najgorih predgrađa Marseillea, La Gavotte Peyretu. Kao dječak često je igrao ulični nogomet, gdje je i naučio većinu svojih trikova. 
Kako su se na ulici uvijek skupljale ulične bande, Samirov otac Hamid odlučio ga je upisati u lokalni klub Pennes Mirabeau, u kojem su ga nakon dvije godine otkrili skauti Marseillea.

### Olympique de Marseille
Nasri je počeo igrati u mlađim uzrastima Marseillea kao devetogodišnjak. Sa 17 godina, u sezoni 2004./05., počeo je igrati u prvoj momčadi. Trinaest je utakmica igrao od prve minute, a u jedanaest je ušao kao zamjena s klupe, zabivši pritom i jedan pogodak.
Sezona 2005./06. je bila velika prekretnica za Nasrija. Marseille je igrao Intertoto kupu i Kupu UEFA, a Nasri je odigrao 11 utakmica i postigao jedan pogodak. Također je počeo sve češće sudjelovati u prvoj momčadi Marseillea u prvenstvu.
Sezone 2006./07. Nasri je zabio prvi pogodak u Francuskoj ligi, 29. travnja 2007. godine u pobjedi nad Sochauxom 4-2. To je omogućilo Marseillu da se popne na četvrtu poziciju, koja je vodila u kvalifikacije za Kup UEFA.
Dana 20. svibnja 2007. godine Nasri je proglašen "Mladim igračem godine" u Francuskoj, ispred Jimmyja Brianda i Karima Benzeme. Proglašem je i najboljim igračem Marseilla od strane navijača, s čak 62% glasova, čime je dobio pravo na nadimak "Novi Zizou", jer stilom igre i alžirskim podrijetlom podsjeća na velikog igrača Zinédina Zidanea.
Početkom sezone 2007./08. Nasri je hospitaliziran zbog sumnje na meningitis, no brzo se vratio na travnjak. U ovoj sezoni ubilježio je prve nastupe u Ligi prvaka, a i u prvenstvu je redovito nastupao. Ukupno je u prvenstvu Francuske zabilježio 121 nastup i postigao 11 pogodaka.

### Arsenal
Dana 11. srpnja 2008. godine Nasri je potpisao višegodišnji ugovor s engleskim Arsenalom. Vrijednost ugovora procijenjena je na 20 milijuna €.
Debitantski nastup u Arsenalu zbio se 30. srpnja u prijateljskom susretu sa Stuttgartom u Njemačkoj. Nasri je igrao oko šezdeset minuta. Prvi premierligaški pogodak postigao je odmah u debiju 16. kolovoza protiv West Bromwich Albiona, nakon samo četiri minute igre. Iako nije potvrđeno, vjeruje se da je to najbrži pogodak postignut od strane nekog debitanta u dresu Arsenala. 
Dana 27. kolovoza odigrao je svoju prvu utakmicu u Ligi prvaka, u 3. pretkolu protiv FC Twentea, a postigao je i pogodak u 26. minuti utakmice, a 12. rujna je proglašen Arsenalovim igračem mjeseca kolovoza.
Utakmica s Manchester Unitedom, 8. studenog 2008. godine, bila je i najbolja koju je Nasri odigrao od dolaska u novi klub. Postigao je dva pogotka i odveo Arsenal do pobjede od 2-1.

## Francuska reprezentacija
Dana 28. ožujka 2007. godine Nasri je dobio poziv za prijateljsku utakmicu Francuske s Austrijom. Izveo je slobodan udarac koji je njegov suigrač Karim Benzema pospremio u mrežu. Prvi pogodak za reprezentaciju Nasri je postigao protiv Gruzije, 6. svibnja 2007. godine u kvalifikacijskom susretu za odlazak na Europsko prvenstvo 2008. godine.
Na Europskom prvenstvu je odigrao dvije utakmice kao zamjena, ukupno 32 minute.
Nakon što nije dobio poziv za reprezentaciju još od njegovog zadnjeg poziva 19. studenog 2013. godine, 9. kolovoza 2014. godine objavio je svoje umirovljenje od reprezentacije, u dobi od samo 27 godina.

### Pogodci za reprezentaciju
| #  | Datum               | Mjesto                                        | Protivnik   | Pogodak | Rezultat | Natjecanje                  |
| -- | ------------------- | --------------------------------------------- | ----------- | ------- | -------- | --------------------------- |
| 1. | 6. lipnja 2007.     | Stade de l'Abbé-Deschamps, Auxerre, Francuska | Gruzija     | 1 : 0   | 1 : 0    | Kvalifikacije za EURO 2008. |
| 2. | 16. studenog 2007.  | Stade de France, Saint-Denis, Francuska       | Maroko      | 2 : 1   | 2 : 2    | Prijateljska utakmica       |
| 3. | 11. listopada 2011. | Stade de France, Saint-Denis, Francuska       | BiH         | 1 : 1   | 1 : 1    | Kvalifikacije za EURO 2012. |
| 4. | 11. lipnja 2012.    | Donbass Arena, Donjeck, Ukrajina              | Engleska    | 1 : 1   | 1 : 1    | EURO 2012.                  |
| 5. | 10. rujna 2013.     | Centralni Stadion, Gomelj, Bjelorusija        | Bjelorusija | 2 : 3   | 2 : 4    | Kvalifikacije za SP 2014.   |

## Vanjske poveznice
- Službena stranica
- Samir Nasri na FamousDucku